# Перша облога Гватемала-Сіті
Перша облога Гватемала-Сіті — облога столиці Гватемали яке здійснювала Обєднана армія захисників закону під командуванням непереможного ліберального генерала Франсіско Морасана який раніше відбив вторгнення федеральної армії відправленою консервативним президентом Мануелом Арсе. В результаті бою Морасан вперше був змушений відступити через величезні втрати в барикадних боях у місті.

## Фон
Після того як Франсіско Морасан витіснив консерваторів з території Гондурасу і Сальвадору, він відправив в Гватемалу полковника Хуана Према із 1400  чоловік під його командуванням і зайняти позицію Сан-Хосе Пінула , поблизу столиці Гватемали.
В той час президент Гватемали і представник могутньої сім'ї Айченіна, Маріано Айченіна взяв під своє командування гарнізон міста , який почав готуватися до барикадних боїв у місті.

## Штурм Гаріта-дель-Гольфо
Після кількох попередніх сутичок, 5 лютого ліберальна армія атакували місто через предмістя Гаріта-дель-Гольфо, але її було відбито.

## Штурм Мікско
15 лютого одна з найбільших дивізій Моразана під командуванням Кайетано де ла Серда була розгромлена федеральними військами під час спроби захоплення передмістя Гватемали Мікско. Через цю поразку Морасан зняв облогу міста.